# The Exorcist (televisieserie)
The Exorcist is een Amerikaanse horror-dramaserie die bestaat uit twintig afleveringen verdeeld over twee seizoenen. Deze werden oorspronkelijk van 23 september 2016 tot en met 15 december 2017 uitgezonden op Fox. The Exorcist is gebaseerd op het gelijknamige boek van William Peter Blatty, maar geen verfilming daarvan. Verhaaltechnisch is de serie een uitbreiding van de franchise, met nieuwe personages.

## Verhaal
Henry Rance heeft tijdens zijn werk een hersenbeschadiging opgelopen. Hij zit daarom tegenwoordig thuis in zijn huis in Chicago, waar hij woont met zijn vrouw Angela. Ze hebben samen twee dochters. De oudste, Kat, is na een auto-ongeluk gedwongen gestopt met haar dansopleiding. Ze gedraagt zich teruggetrokken en afstandelijk. Na een aantal eigenaardige gebeurtenissen begint Angela te vermoeden dat Kat bezeten is. Ze vraagt daarom hulp aan priester Tomas Ortega. Die heeft in eerste instantie niet het idee dat er iets bovennatuurlijks aan de hand is, tot de normaal gesproken afwezige Henry hem plotseling een plaatsnaam geeft. Ortega treft hier priester Marcus Keane aan, een man van wie hij heeft gedroomd. Dit is voor hem reden om de toestand van Kat toch nader te onderzoeken. Hij vraagt Keane om hem hierbij te helpen.

## Rolverdeling
*Alleen acteurs die verschenen in tien of meer afleveringen zijn vermeld
- Alfonso Herrera - Priester Tomas Ortega
- Ben Daniels - Priester Marcus Keane
- Kurt Egyiawan - Priester Bennett
- Alan Ruck - Henry Rance
- Geena Davis - Angela Rance
- Brianne Howey - Katherine 'Kat' Rance
- Hannah Kasulka - Casey Rance
- Li Jun Li - Rose Cooper
- Brianna Hildebrand - Verity
- John Cho - Andrew Kim
- Alex Barima - Shelby
- Hunter Dillon - Caleb